# 奥尔斯霍特
奥尔斯霍特（荷蘭語：Oirschot，荷蘭語發音：[ˈoːrsxɔt] ⓘ）是荷蘭的一個市鎮，位於荷蘭南部，屬於北布拉班特省。奥尔斯霍特地處距艾恩德霍芬12（7.5英里），有人口18,842人。

## 地名发音问题
事实上，该地名Oirschot的发音为[ˈoːrsxɔt]，i为不发音的长音符号，根据实际发音其应译作“奥尔斯霍特”，《世界地名翻译大辞典》中将其误译作“奥伊尔斯霍特”。

## 外部連結
- 维基共享资源上的相關多媒體資源：奥尔斯霍特
- Official website （页面存档备份，存于）